# Für Lajos
Für Lajos (Egyházasrádóc, 1930. december 21. – Budapest, 2013. október 22.) történész, az MTA doktora, politikus, az MDF alapító tagja, az Antall-kormány és a Boross-kormány honvédelmi minisztere.

## Pályájának kezdete
A Kossuth Lajos Tudományegyetem történelem szakára járt, ahol 1954-ben végzett. 1956-ig a Kossuth Lajos Tudományegyetem Történeti Intézetének tanársegédje volt.

### 1956-os szerepvállalása és következményei
1954–1957 között tartalékos alhadnagy volt (a rangtól 1956-os tevékenysége miatt fosztották meg). 1956-ban a Debreceni Kossuth Kör és a Hajdú-Bihar Megyei Forradalmi Bizottság titkára. Közreműködött a debreceni forradalmi követelések megfogalmazásában és ő nyújtotta át ezeket a kormánynak. A forradalom leverése után szovjetek rövid időre internálták. Tanársegédi állását a Kossuth Lajos Tudományegyetemen 1956-os szerepe miatt elveszítette és ezzel kutatói pályája derékba tört. 1957-ben Franciaországba emigrál, de néhány hónap múlva hazatért. 1958-ig nem volt állása, majd 1961-ig a Debreceni Református Kollégium Nagykönyvtárában dolgozik, utána rövid ideig rakodómunkás. 1963-ig Dabason és Pestújhelyen általános iskolai tanár.
1984-ben Irinyi Károly professzor hívására szeretett volna visszatérni a Debreceni Egyetemre, de „ellenforradalmár” múltja miatt ezt Menyhárt Lajos, az egyetem párttitkára megakadályozta. Az egyetem hivatalosan sohasem rehabilitálta. 2006. október 18-án, a forradalom 50. évfordulójának előestéjén Für Lajos a debreceni forradalomról szóló emlékülésen visszautasította, hogy átvegye az egyetem Pro Universitate díját. „A debreceni egyetemről fegyelmi tárgyalás nélkül kirúgtak, és ez a döntés még mindig érvényben van. Az egyetemnek tizenhét év nem volt elég, hogy törölje ezt a határozatot,” – indokolta döntését.

## Az amnesztia után
Az 1963-as általános amnesztia után 1964–1978 között a Magyar Mezőgazdasági Múzeum tudományos főmunkatársa, majd főosztály-vezetője. 1980-ig az Írószövetség könyvtárának tudományos főmunkatársa. 1980-ban újra a Mezőgazdasági Múzeum munkatársa, ezúttal tudományos titkári tisztségben 1987-ig. 1988–1990 között az ELTE Bölcsészettudományi Kar középkori és kora újkori magyar történelem tanszékén docens, 1990–2000 között egyetemi tanár.

## Politikai pályafutása
1985-ben résztvevője az ellenzéki csoportosulások első monori találkozójának. 1987-ben részt vesz a lakitelki találkozón, az MDF alapító tagja. 1989-ben a párt köztársasági elnök-jelöltje. 1989–1996 között az elnökség tagja, 1991-ben alelnök, majd 1993-ig ügyvezető elnök volt. 1994–1996 között a párt elnökévé választották.
Antall József miniszterelnök őt jelölte ki honvédelmi miniszterré. Posztját 1994-ig őrizte. Az MDF alapító tagjai közül egyedül ő kapott miniszteri rangot és ő hajtotta végre a hadsereg átalakítását a rendszerváltás után.
1990-ben bekerült az Országgyűlésbe (1990–1994: Vas megye). 1994-ben újra bejutott, immár a Hajdú-Bihar megyei listán. 1994–1996 között a honvédelmi bizottság tagja volt.
1996-ban a második pártszakadás idején kilépett az MDF-ből (ezáltal megvált pártelnöki tisztségétől is) és független képviselőként folytatta munkáját. Bizottsági helyét az akkori rendelkezés miatt elvesztette, mert ekkor független képviselő nem lehetett bizottsági tag.
2007-ben részt vett a Jobbik által életre hívott Magyar Gárda megalapításában.
2013-ban a budapesti Honvéd-kórházban hunyt el 82 éves korában. Szülőfalujában helyezték nyugalomra.

## Tudományos pályája
Für Lajos 1971-ben nyerte el a történelemtudomány kandidátusa címet. 1983-ban a történelemtudományok doktora lett. Szakterülete Magyarország 19-20. századi agrártörténete, kisebbségtörténet a 19-20. században, valamint a történeti demográfia. Az MTA Filozófiai és Történettudományok Osztályához tartozott, a Történettudományi Bizottság tagja volt.

## Érdekességek
- 1997–1998 között a Dunamelléki Református Egyházkerület főgondnoka volt.[11]
- Háromszor házasodott, második házasságából 2 gyermeke született. Lánya, Ágnes, Deutsch Tamásnak volt a felesége.[2]

## Díjai
- 1956-os Emlékérem (1991)
- Staza Planina II. fokozat (bolgár) (1993)
- az Osztrák Köztársaság Szalaggal ékesített Nagy Arany Becsületrend (1994)
- a Francia Becsületrend tisztje (1997)[12]
- Bethlen Gábor-díj (2010)[13]

## Fontosabb könyvek, publikációk
- A csákvári uradalom a tőkés gazdálkodás útján. 1870–1914; Mezőgazdasági Múzeum, Bp., 1969 (Mezőgazdaságtörténeti tanulmányok)
- Kertes tanyák a futóhomokon. Tájtörténeti tanulmány; Akadémiai, Bp., 1983 (Agrártörténeti tanulmányok)
- Für Lajos–Szabó Loránd: Budapest, Vajdahunyadvár; Tájak, Korok, Múzeumok, Bp., 1984 (Tájak, korok, múzeumok kiskönyvtára)
- Mennyi a sok sírkereszt? Magyarország embervesztesége a második világháborúban; Püski, New York, 1987
- Hol vannak a katonák?... Történelmi esszék; Csokonai, Debrecen, 1988 (Haza és haladás sorozat)
- Kisebbség és tudomány (1989)
- Világjáró magyarok (1990)
- Szabadon szeretnénk sírni. Beszédek, történelmi tanulmányok, interjúk; Püski, Bp., 1993
- Jobbágyföld – parasztföld. Jobbágyfelszabadítás, 1848–1896; Püski, Bp., 1994
- Sors és történelem; Magyar Fórum, Bp., 1994 (Magyar Fórum könyvek)
- A berceli zenebona, 1784. Kísérlet a történelmi pillanat megragadására; Osiris, Bp., 2000 (Osiris mikrotörténelem)
- Magyar sors a Kárpát-medencében. Népesedésünk évszázadai, 896–2000; Kairosz, Bp., 2001
- Für Lajos–Szabó Loránd: Budapest, Vajdahunyadvár, Magyar Mezőgazdasági Múzeum; 4. bőv. kiad.; TKM Egyesület, Bp., 2002 (Tájak, korok, múzeumok kiskönyvtára)
- A Varsói Szerződés végnapjai – magyar szemmel; Kairosz, Bp., 2003 (Az én történelmem)[2]
- "Ne bántsd a magyart!". Bartók és Kodály történelemszemlélete; Kairosz, Bp., 2005
- Bevérzett mámor, 1956; Kairosz, Bp., 2006
- "Fölrepülni rajban". Utak a Fórumba; Kairosz, Bp., 2007 (Az én történelmem)
- Világjáró magyarok; 2. bőv. kiad.; Ligatura, Szentendre, 2009
- Kárpát-medencei létünk a tét; Kairosz, Bp., 2010
- Búcsú a parasztságtól; Kairosz–Skanzen, Bp., 2013–2014
  - 1. Für Lajos: Történelmi esszé; 2013
  - 2. Interjúk; szerk., szöveggond. Bíró Friderika; 2013
  - 3. Forrásgyűjtemény, fotódokumentumok; vál. Bíró Friderika, Für Lajos, szerk. Bíró Friderika; 2014